# Soupape de sécurité
Pour les articles homonymes, voir Soupape.
Une soupape de sûreté (souvent nommée à tort soupape de sécurité) est un dispositif de sécurité destiné à protéger des équipements ou des circuits de fluide contre les surpressions, dans des installations qui pourraient être endommagées, voire détruites, si la pression devenait trop élevée. L'installation de ces soupapes est une obligation légale pour tous les équipements sous pression (ESP); conformément à la Directive Européenne des Equipements Sous Pression (DESP).
Son fonctionnement est proche, même si son rôle est très différent, de celui du clapet anti-retour utilisé dans tout système où la circulation du fluide ne devrait s'effectuer que dans un seul sens, comme dans un chauffe-eau solaire.

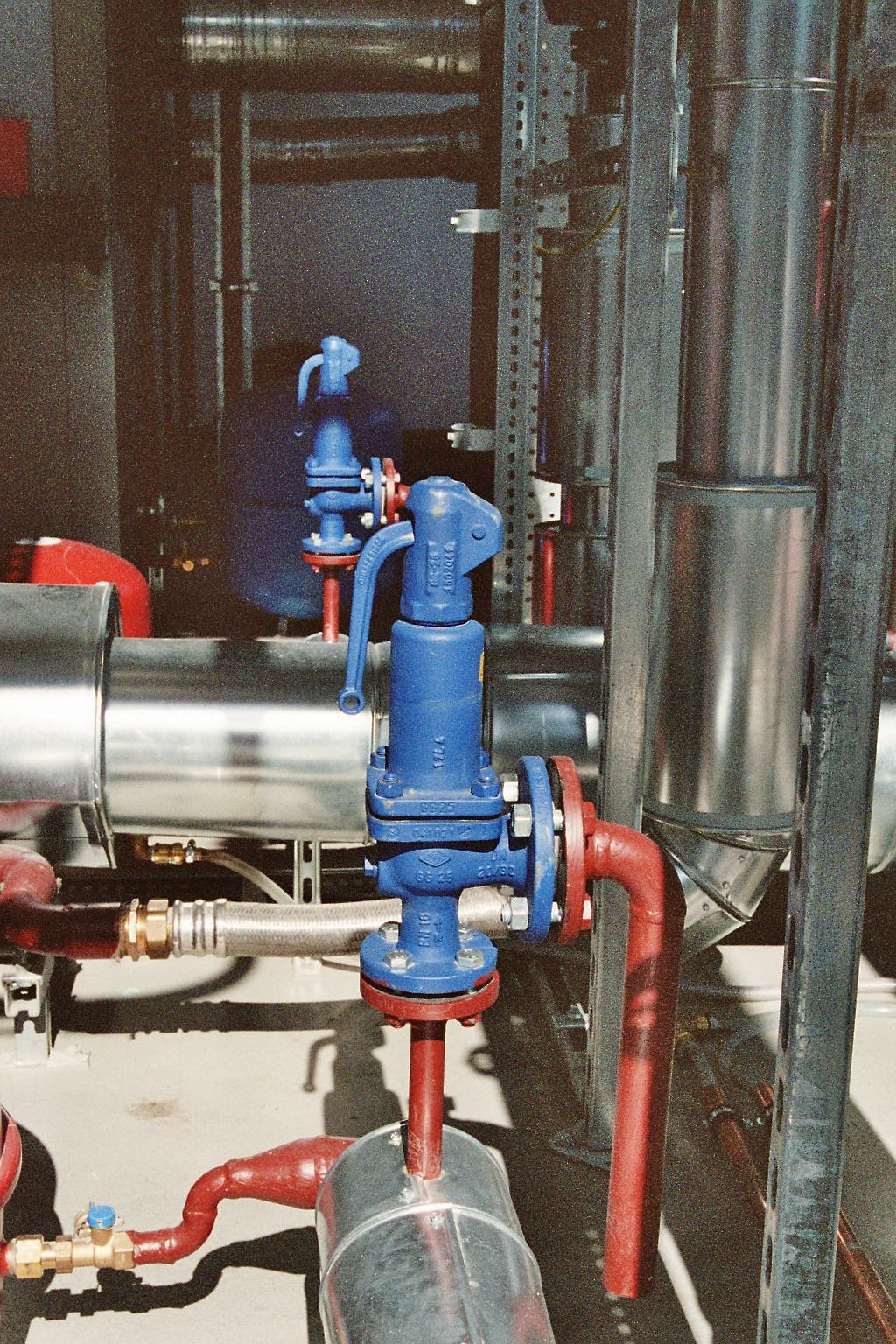
Une soupape de sûreté dans une usine.

## Applications

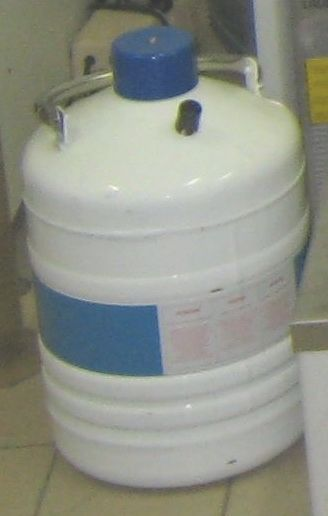
Bonbonne isotherme équipée d'une soupape de sécurité.

On installe une soupape de sûreté (appelée sécurité usuellement ou soupape de décharge pour les liquides industriels et les véhicules à turbocompresseur) sur les réservoirs/tuyauteries de gaz/liquide pouvant être soumis à des variations de pression, ainsi que sur des chaudières à vapeur.
Par exemple, une soupape de sûreté permet la sortie de la vapeur lorsque la pression atteint un certain seuil dans un autocuiseur. Une petite bille fermée par un ressort fait office de soupape de sûreté dans le cas où la soupape tournante (celle qui siffle) serait bloquée. Le ressort est taré de manière à libérer l'ouverture de la bille à une certaine valeur de pression admissible par l'autocuiseur,.
Les réservoirs de GPL des voitures et des camions comportent une soupape de sûreté, afin d'éviter une explosion du réservoir en cas d'incendie (le feu extérieur engendrant la montée en pression du GPL dans son réservoir).

## Normes des soupapes de sûreté
Dans l'industrie, les dispositifs de protection contre les surpressions répondent à des normes, lois ou directives. Les principales sont :
La norme ISO 4126 :Dispositifs de sécurité pour protection contre les pressions excessives (retranscrit en norme EN et NF EN) dont la Partie 1 traite en particulier des soupapes de sûreté, aborde tous les dispositifs de sécurité, dont les dispositif de sûreté à disque de rupture, les soupapes de sûreté pilotées, les dispositifs de sécurité asservis et d'autres sujets connexes. Cette norme est la référence en Union européenne.
le code ASME Boiler & Pressure Vessel Code est la norme le plus souvent appliquée aux Etats-Unis
L'American Petroleum Institute est une société privée qui édite la norme API Standard 520  sur le calcul et la sélection des soupapes de sûreté et des disques de rupture.
- ISO/TC 185 (dispositifs de sûreté pour la protection contre les excès de pression) ;
- EN 764-7 (Équipements sous pression, Partie 7 : Systèmes de sécurité pour équipements sous pression non soumis à la flamme) ;
- AD-Merkblatt (en Allemagne).